# بولارا، ویکتوریا
بولارا (به انگلیسی: Boolarra) یک شهرک در استرالیا است که در ویکتوریا (استرالیا) واقع شده‌است.